# Hrabstwo Leeds and Grenville
Hrabstwo Leeds and Grenville (ang. United Counties of Leeds and Grenville) – jednostka administracyjna kanadyjskiej prowincji Ontario leżąca na południowym wschodzie prowincji.
Hrabstwo ma 99 206 mieszkańców. Język angielski jest językiem ojczystym dla 91,8%, francuski dla 3% mieszkańców (2006).
W skład hrabstwa wchodzą:
- kanton Athens
- kanton Augusta
- kanton Edwardsburgh/Cardinal
- kanton Elizabethtown-Kitley
- kanton Front of Yonge
- kanton Leeds and the Thousand Islands
- wieś Merrickville-Wolford
- gmina North Grenville
- kanton Rideau Lakes
- wieś Westport

Na potrzeby statystyk miasto (city) Brockville oraz miasta (town) Gananoque i Prescott wliczane są do hrabstwa Leeds and Grenville, nie są jednak przez nie zarządzane.